# زيان (اسم)
زيان هو اسم علم من أصل عربي، ومعناه هو المكثر من زينة نفسه المتزين، والزينة كل ما يتزين به المرء أو يزين به غيره.

## شخصيات تحمل الاسم
- زيان بن مدافع الجذامى ( – 1270)
- زيان عاشور (1919 – 1956)
- زيان فليمينغ (لاعب كرة قدم هولندي، 1 أغسطس 1998[3] – )

## وصلات خارجية
- موسوعة السلطان قابوس لأسماء العرب نسخة محفوظة 5 أبريل 2019 على موقع واي باك مشين.